# Patricia McNulty
Patricia „Pat“ McNulty (* 16. Oktober 1942; † 4. September 2023) war eine US-amerikanische Schauspielerin.

## Leben
Patricia McNulty, teilweise auch Pat McNulty, hatte hauptsächlich Auftritte in Fernsehserien der 1960er Jahre. Unter anderem hatte sie 1961 und 1967 jeweils eine Gastrolle in zwei Folgen der Serie Meine drei Söhne. In den Jahren 1964 und 1965 übernahm sie die Rolle der Martha Keane, eine der Hauptrollen der Fernsehserie The Tycoon. 1966 spielte sie die Rolle Yeoman Tina Lawton in der Folge Charlie X in der ersten Staffel (1966–1967) der Fernsehserie Raumschiff Enterprise. Filme, in denen sie mitwirkte, sind Tammy Tell Me True, in dem sie 1961 als Joan auftrat, The House of God, wo sie 1984 eine kleine Rolle als Computer-Technikerin übernahm, und Dear Saint Anthony aus dem Jahr 1998.

## Filmografie

### Serien
- 1961: Kein Fall für FBI (The Detectives, eine Folge)
- 1961, 1967: Meine drei Söhne (My Three Sons, zwei Folgen)
- 1962: The Many Loves of Dobie Gillis (eine Folge)
- 1962: Hazel (eine Folge)
- 1963: Mr. Novak (eine Folge)
- 1964–1965: The Tycoon (vier Folgen)
- 1966: Raumschiff Enterprise (Star Trek, eine Folge)

### Filme
- 1961: Tammy Tell Me True
- 1984: The House of God
- 1998: Dear Saint Anthony